# ياكوفليف ياك-19
ياكوفليف ياك-19 (بالإنجليزية: Yakovlev Yak-19)‏ هي طائرة مقاتلة من صناعة ياكوفليف. كان أول طيران لها في 8 يناير 1947.